# Bărăști
Bărăști es una comuna ubicada en el distrito de Olt, Rumania.

## Superficie
Posee una superficie de 56,96 kilómetros cuadrados.

## Demografía
Hasta 2021 la población era de 1369 habitantes, con una densidad de población de 24,03 habitantes por kilómetro cuadrado.